# Turpanska depresija
Turpanska depresija je depresija tektonskega izvora, ki leži okoli in južno od oaze mesta Turpan v avtonomni pokrajini Šindžjang (Xinjiang) na zahodu Kitajske, približno 150 kilometrov jugovzhodno od glavnega mesta Urumči (Ürümqi). Vključuje jezero Ajding, −154 metrov in je druga ali tretja najnižja depresija na Zemlji. Po nekaterih meritvah je tudi najbolj vroče in suho območje na Kitajskem poleti.

## Geologija in relief
Turpanska kotlina je v vzhodnem delu pogorja Tjanšan. Zajema površino 50.000 kvadratnih kilometrov. V okolici so pogorja: osrednji Tjanšan na zahodu, Bogda Shan na severozahodu, Haerlike Šan na severozahodu in Jueluotage Šan na jugu. Poleg okoliških gorskih verig ležita še Džungarska kotlina na severu in Tarimska kotlina na jugu.
Nekateri geografi uporabljajo tudi izraz kotlina Turpan-Hami, vključujoč poleg Turpanske depresije tudi depresijo Hami, ki je vzhodno od turpanske in jugozahodno od mesta Hami, z grebenom Liaodong, ki ločuje obe depresiji.
Turpanska kotlina je nastala v strižni coni v poznem permu zaradi gibanja vzhodnoevropskega in angarskega kratona. Kasneje je bila deformirana s trkom indijske in evrazijske plošče v kenozoiku. V poznejši deformaciji je prelomni pas stekel od vzhoda proti zahodu, zato so sredi kotline nastale Goreče gore. Te gore so 98 km dolge in 9 km široke; najvišji vrh doseže višino 831,7 m nad morsko gladino. V bližini Turpana je vulkan Turfan.
V središču kotline leži jezero Ajding (Jezero mesečine), ki je −154,5 m pod morsko gladino, kar je šesta najnižja površina na Zemlji. To je najnižja točka na Kitajskem.
Šihongtansko nahajališče uranove rude je na jugozahodnem robu Turpanske depresije, približno 35 km jugozahodno od mesta Turpan.

## Zgodovina
Staro mesto Gaočang je bilo ključna točka na starodavni svilni poti in sega v 1. stoletje pred našim štetjem. Uničeno je bilo v vojnah v 14. stoletju. Jame Bezeklikovih tisočerih Bud, ki so v dolini Mutou v Gorečih gorah, približno 30 km vzhodno od mesta Turpan, so bile izklesane v skalo v obdobju od dinastije Tang do dinastije Juan (13. stoletje). Jame so znane po freskah, ki jih je še vedno mogoče najti v približno 40 od 77 znanih jamah. Puščavsko podnebje pripomore k ohranjanju vsebin starih grobnic Astana-Karakhoja, ki so približno 6 km od starodavnega mesta Gaočang. Grobnice so bile namenjene plemičem, uradnikom in drugim, ki so bili tam v času dinastije Zahodni Jin do sredine dinastije Tang.

## Podnebje
Turpanska kotlina ima ostro kontinentalno puščavsko podnebje, v katerem je padavin veliko manj kot potencialnega izhlapevanja. V mestu Turpan je julij najbolj vroč mesec s 24-urno povprečno temperaturo 32,2 °C in januarsko najhladnejšo povprečno temperaturo −7,6 °C. Mesečne padavine so najvišje v juniju, 2,9 mm, najnižje pa v februarju in aprilu 0,5 mm. Povprečna letna količina padavin je samo 15,7 mm, padajo le 13 dni na leto. V nasprotju s tem je potencialna letna hitrost izhlapevanja 3000 mm. Zaradi svojih podnebnih razmer območje včasih velja za eno od peči Kitajske.

## Vegetacija in kmetijstvo
Na obrežju jezera Ajdingkol lahko najdemo trstičevje, tamariše, ščirovko Haloxylon, pa tudi drugo grmičevje in plevel. Daleč od virov vode ni vegetacije, zato je kmetijstvo omejeno na oazo in je odvisno od prefinjenega namakalnega sistema, imenovanega karez ali turpanski vodni sistem. Namakalna voda prihaja iz okoliških gorskih območij, zlasti od letnega taljenja snega. Sistem sestavljajo vodnjaki, podzemni kanali, zemeljski kanali in majhni rezervoarji, ki uporabljajo naravni nagib terena za vzdrževanje pretoka vode in vodijo naravnost do rastlin, medtem ko minimizirajo izhlapevanje vzdolž poti. Zgodovinski zapis sistema sega do dinastije Han. Na območju je še 1100 vodnjakov in kanalov skupne dolžine več kot 5000 kilometrov. Poleg Velikega zidu in Velikega prekopa velja za enega od treh velikih starih projektov na Kitajskem. Nedavno je izkoriščanje podzemne vode z vodnjaki povzročilo splošen padec podtalnice in številni sistemi so presahnili. Kmetovanje v Turpanski kotlini je še posebej znano po pridelavi sadja. Zaradi suhih in vročih razmer ima sadje, pridelano v depresiji, zelo visoke koncentracije sladkorja. Tradicionalno ga obdelujejo s sušenjem v odprtih sušilnih pečeh. Gojeno sadja obsega murve, breskve, marelice, jabolka, granatno jabolko, hruške, fige, orehe, pa tudi grozdje, lubenice in dinje. Med sadjem izstopa grozdje: več kot 100 sort grozdja se goji na tem območju in predstavlja 90 % kitajskega grozdja brez koščic. Drugi posebni kmetijski pridelki v regiji so melone Donghu Hami in bombaž Gossypium hirsutum.